# Campionato francese di rugby a 15 2017-2018
Il Top 14 è la massima competizione di rugby a 15 francese prevista per la stagione 2017-18.
Il campionato è cominciato il 26 agosto 2017 e si è concluso il 2 giugno 2018. La finale è stata giocata allo Stade de France di Saint-Denis. La vittoria di Castres, che ha concluso la regular season al sesto posto, è il quinto titolo conquistato dagli occitani.

## Squadre partecipanti
| Club            | Città              | Allenatore                                 | Capitano                   | Stadio                                                                   | Capacità      |
| --------------- | ------------------ | ------------------------------------------ | -------------------------- | ------------------------------------------------------------------------ | ------------- |
| Agen            | Agen               | Philippe Sella                             | Antoine Erbani             | Stade Alfred Armandie                                                    | 14 042        |
| Bordeaux Bègles | Bordeaux           | Jacques Brunel                             | Jandré Marais              | Stadio Chaban-Delmas                                                     | 34 694        |
| Brive           | Brive-la-Gaillarde | Nicolas Godignon                           | Petrus Hauman Saïd Hireche | Stadio Amédée Domenech                                                   | 13 979        |
| Castres         | Castres            | Christophe Urios                           | Rodrigo Capó Ortega        | Stadio Pierre Fabre                                                      | 12 500        |
| Clermont        | Clermont-Ferrand   | Franck Azéma                               | Damien Chouly              | Stadio Marcel Michelin                                                   | 18 030        |
| Lione           | Lione              | Pierre Mignoni                             | Julien Puricelli           | Stade de Gerland                                                         | 25 000        |
| Montpellier     | Montpellier        | Vern Cotter                                | Louis Picamoles            | Altrad Stadium                                                           | 15 000        |
| Oyonnax         | Oyonnax            | Adrien Buononato                           | Phoenix Battye             | Stade Charles-Mathon                                                     | 11 400        |
| Pau             | Pau                | Simon Mannix                               | Julien Pierre              | Stade du Hameau                                                          | 13 800        |
| Racing 92       | Parigi             | Laurent Travers Laurent Labit Ronan O'Gara | Dimitri Szarzewski         | Stadio di Colombes (fino al dicembre 2017) U Arena (da 22 dicembre 2017) | 14 000 30 681 |
| La Rochelle     | La Rochelle        | Patrice Collazo Xavier Garbajosa           | Jason Eaton                | Stadio Marcel Deflandre                                                  | 15 000        |
| Stade français  | Parigi             | Greg Cooper                                | Sergio Parisse             | Stadio Jean Bouin                                                        | 20 000        |
| Tolone          | Tolone             | Fabien Galthié                             | Guilhem Guirado            | Stadio Mayol                                                             | 15 820        |
| Tolosa          | Tolosa             | Ugo Mola                                   | Iosefa Tekori              | Stadio Ernest Wallon                                                     | 19 500        |

## Fase a girone unico

### Risultati
|          | 1ª giornata                |       |
| -------- | -------------------------- | ----- |
| 26-08-17 | Oyonnax - Tolosa           | 23-23 |
| 26-08-17 | Racing 92 - Castres        | 25-21 |
| 26-08-17 | Montpellier - Agen         | 48-19 |
| 26-08-17 | Stade français - Lione     | 16-25 |
| 26-08-17 | Brive - La Rochelle        | 10-19 |
| 26-08-17 | Bordeaux-Bègles - Clermont | 32-25 |
| 27-08-17 | Tolone - Pau               | 41-14 |

|          | 4ª giornata             |       |
| -------- | ----------------------- | ----- |
| 16-09-17 | Tolosa - Stade Français | 53-17 |
| 16-09-17 | Lione - Bordeaux Bègles | 49-14 |
| 16-09-17 | Pau - Castres           | 28-13 |
| 16-09-17 | Agen - La Rochelle      | 15-20 |
| 16-09-17 | Clermont - Brive        | 62-6  |
| 17-09-17 | Racing 92 - Oyonnax     | 25-13 |
| 17-09-17 | Montpellier - Tolone    | 43-20 |

|          | 7ª giornata                  |       |
| -------- | ---------------------------- | ----- |
| 07-10-17 | Stade Français - Montpellier | 31-20 |
| 07-10-17 | Bordeaux-Bègles - Tolone     | 30-27 |
| 07-10-17 | Oyonnax - Pau                | 16-19 |
| 07-10-17 | Brive - Castres              | 27-22 |
| 07-10-17 | Agen - Lione                 | 6-25  |
| 08-10-17 | La Rochelle - Racing 92      | 16-9  |
| 08-10-17 | Tolosa - Clermont            | 28-18 |

|          | 10ª giornata             |       |
| -------- | ------------------------ | ----- |
| 18-11-17 | Clermont - Lione         | 39-18 |
| 18-11-17 | Pau - Brive              | 34-15 |
| 18-11-17 | Castres - La Rochelle    | 31-15 |
| 18-11-17 | Bordeaux-Bègles - Agen   | 33-23 |
| 18-11-17 | Montpellier - Tolosa     | 32-22 |
| 19-11-17 | Stade Français - Oyonnax | 39-35 |
| 19-11-17 | Tolone - Racing 92       | 29-40 |

|          | 13ª giornata                  |       |
| -------- | ----------------------------- | ----- |
| 22-12-17 | Racing 92 - Tolosa            | 23-19 |
| 23-12-17 | Agen - Brive                  | 27-13 |
| 23-12-17 | Bordeaux-Bègles - La Rochelle | 29-19 |
| 23-12-17 | Montpellier - Lione           | 38-17 |
| 23-12-17 | Castres - Stade Français      | 28-6  |
| 23-12-17 | Pau - Clermont                | 22-21 |
| 23-12-17 | Tolone - Oyonnax              | 49-25 |

|          | 16ª giornata             |       |
| -------- | ------------------------ | ----- |
| 27-01-18 | Tolone - Bordeaux-Bègles | 36-12 |
| 27-01-18 | Tolosa - Oyonnax         | 37-15 |
| 27-01-18 | La Rochelle - Brive      | 33-24 |
| 27-01-18 | Lione - Agen             | 71-17 |
| 27-01-18 | Castres - Racing 92      | 13-18 |
| 28-01-18 | Stade Français - Pau     | 5-40  |
| 28-01-18 | Clermont - Montpellier   | 29-30 |

|          | 19ª giornata             |       |
| -------- | ------------------------ | ----- |
| 03-03-18 | Lione - Tolone           | 15-6  |
| 03-03-18 | Racing 92 - Brive        | 17-13 |
| 03-03-18 | Castres - Pau            | 27-29 |
| 03-03-18 | Agen - Montpellier       | 31-29 |
| 03-03-18 | Bordeaux-Bègles - Tolosa | 19-25 |
| 04-03-18 | Oyonnax - Stade Français | 33-27 |
| 04-03-18 | Clermont - La Rochelle   | 21-17 |

|          | 22ª giornata                  |       |
| -------- | ----------------------------- | ----- |
| 24-03-18 | La Rochelle - Bordeaux-Bègles | 31-20 |
| 24-03-18 | Stade Français - Tolosa       | 33-37 |
| 24-03-18 | Brive - Agen                  | 15-12 |
| 24-03-18 | Pau - Oyonnax                 | 33-12 |
| 24-03-18 | Montpellier - Castres         | 45-7  |
| 25-03-18 | Tolone - Clermont             | 49-0  |
| 25-03-18 | Lione - Racing 92             | 22-24 |

|          | 25ª giornata                |       |
| -------- | --------------------------- | ----- |
| 28-04-18 | Tolone - Castres            | 59-13 |
| 28-04-18 | Agen - Clermont             | 27-17 |
| 28-04-18 | Montpellier - Pau           | 45-13 |
| 28-04-18 | Oyonnax - Lione             | 39-18 |
| 28-04-18 | Stade Français - Brive      | 30-22 |
| 29-04-18 | Bordeaux-Bègles - Racing 92 | 15-39 |
| 29-04-18 | Tolosa - La Rochelle        | 19-14 |

|          | 2ª giornata                  |       |
| -------- | ---------------------------- | ----- |
| 02-09-17 | Agen - Racing 92             | 23-19 |
| 02-09-17 | Stade Français - La Rochelle | 35-24 |
| 02-09-17 | Montpellier - Oyonnax        | 37-6  |
| 02-09-17 | Lione - Brive                | 29-14 |
| 02-09-17 | Castres - Bordeaux-Bègles    | 33-19 |
| 02-09-17 | Tolosa - Pau                 | 23-19 |
| 03-09-17 | Clermont - Tolone            | 21-16 |

|          | 5ª giornata                   |       |
| -------- | ----------------------------- | ----- |
| 23-09-17 | Clermont - Racing 92          | 23-21 |
| 23-09-17 | Bordeaux-Bègles - Montpellier | 47-17 |
| 23-09-17 | Agen - Pau                    | 14-20 |
| 23-09-17 | La Rochelle - Oyonnax         | 57-12 |
| 23-09-17 | Brive - Tolosa                | 19-22 |
| 24-09-17 | Lione - Castres               | 31-12 |
| 24-09-17 | Stade Français - Tolone       | 15-19 |

|          | 8ª giornata                 |       |
| -------- | --------------------------- | ----- |
| 28-10-17 | Tolone - Brive              | 41-24 |
| 28-10-17 | Racing 92 - Bordeaux-Bègles | 29-13 |
| 28-10-17 | Pau - Montpellier           | 16-22 |
| 28-10-17 | Lione - Oyonnax             | 52-18 |
| 28-10-17 | Clermont - Stade Français   | 33-10 |
| 29-10-17 | Castres - Agen              | 43-28 |
| 29-10-17 | La Rochelle - Tolosa        | 37-21 |

|          | 11ª giornata            |       |
| -------- | ----------------------- | ----- |
| 25-11-17 | Castres - Tolone        | 20-19 |
| 25-11-17 | La Rochelle - Pau       | 44-14 |
| 25-11-17 | Bordeaux-Bègles - Brive | 27-27 |
| 25-11-17 | Agen - Stade Français   | 29-13 |
| 25-11-17 | Oyonnax - Clermont      | 32-32 |
| 26-11-17 | Racing 92 - Montpellier | 26-0  |
| 26-11-17 | Lione - Tolosa          | 9-17  |

|          | 14ª giornata                     |       |
| -------- | -------------------------------- | ----- |
| 30-12-17 | La Rochelle - Agen               | 47-6  |
| 30-12-17 | Stade Français - Bordeaux-Bègles | 22-12 |
| 30-12-17 | Brive - Montpellier              | 29-10 |
| 30-12-17 | Oyonnax - Racing 92              | 12-16 |
| 30-12-17 | Tolosa - Tolone                  | 18-13 |
| 31-12-17 | Lione - Pau                      | 35-23 |
| 31-12-17 | Clermont - Castres               | 27-31 |

|          | 17ª giornata              |       |
| -------- | ------------------------- | ----- |
| 17-02-18 | Tolone - Stade Français   | 43-5  |
| 17-02-18 | Oyonnax - Montpellier     | 30-43 |
| 17-02-18 | Brive - Pau               | 16-21 |
| 17-02-18 | Agen - Tolosa             | 25-52 |
| 17-02-18 | Lione - Clermont          | 36-10 |
| 18-02-18 | Bordeaux-Bègles - Castres | 6-7   |
| 18-02-18 | Racing 92 - La Rochelle   | 19-12 |

|          | 20ª giornata              |       |
| -------- | ------------------------- | ----- |
| 10-03-18 | Montpellier - Racing 92   | 41-3  |
| 10-03-18 | Tolone - Agen             | 54-5  |
| 10-03-18 | Pau - La Rochelle         | 18-15 |
| 10-03-18 | Bordeaux-Bègles - Oyonnax | 20-26 |
| 10-03-18 | Brive - Clermont          | 9-11  |
| 11-03-18 | Stade Français - Castres  | 23-17 |
| 11-03-18 | Tolosa - Lione            | 20-27 |

|          | 23ª giornata              |       |
| -------- | ------------------------- | ----- |
| 07-04-18 | Castres - Tolosa          | 28-23 |
| 07-04-18 | Stade Français - Clermont | 50-13 |
| 07-04-18 | Bordeaux-Bègles - Pau     | 19-18 |
| 07-04-18 | Brive - Lione             | 25-27 |
| 07-04-18 | Agen - Oyonnax            | 36-21 |
| 08-04-18 | Montpellier - La Rochelle | 40-24 |
| 08-04-18 | Racing 92 - Tolone        | 17-13 |

|          | 26ª giornata                 |       |
| -------- | ---------------------------- | ----- |
| 05-05-18 | Brive - Bordeaux-Bègles      | 22-20 |
| 05-05-18 | Castres - Oyonnax            | 54-3  |
| 05-05-18 | Lione - Montpellier          | 32-24 |
| 05-05-18 | La Rochelle - Stade Français | 31-7  |
| 05-05-18 | Pau - Tolone                 | 38-26 |
| 05-05-18 | Racing 92 - Agen             | 42-13 |
| 05-05-18 | Clermont - Tolosa            | 36-26 |

|          | 3ª giornata                      |       |
| -------- | -------------------------------- | ----- |
| 09-09-17 | La Rochelle - Clermont           | 51-20 |
| 09-09-17 | Bordeaux-Bègles - Stade Français | 30-10 |
| 09-09-17 | Oyonnax - Agen                   | 12-10 |
| 09-09-17 | Brive - Racing 92                | 6-25  |
| 09-09-17 | Castres - Montpellier            | 17-22 |
| 10-09-17 | Pau - Lione                      | 30-14 |
| 10-09-17 | Tolone - Tolosa                  | 20-16 |

|          | 6ª giornata               |       |
| -------- | ------------------------- | ----- |
| 30-09-17 | Tolone - La Rochelle      | 26-20 |
| 30-09-17 | Pau - Stade Français      | 23-25 |
| 30-09-17 | Tolosa - Agen             | 30-10 |
| 30-09-17 | Oyonnax - Bordeaux-Bègles | 9-39  |
| 30-09-17 | Racing 92 - Lione         | 17-20 |
| 01-10-17 | Montpellier - Brive       | 54-10 |
| 01-10-17 | Castres - Clermont        | 29-23 |

|          | 9ª giornata              |       |
| -------- | ------------------------ | ----- |
| 04-11-17 | Tolosa - Bordeaux-Bègles | 38-37 |
| 04-11-17 | Oyonnax - Castres        | 19-32 |
| 04-11-17 | Racing 92 - Pau          | 23-20 |
| 04-11-17 | Lione - La Rochelle      | 15-19 |
| 04-11-17 | Agen - Tolone            | 26-24 |
| 05-11-17 | Brive - Stade Français   | 20-19 |
| 05-11-17 | Montpellier - Clermont   | 28-24 |

|          | 12ª giornata               |       |
| -------- | -------------------------- | ----- |
| 02-12-17 | La Rochelle - Montpellier  | 26-14 |
| 02-12-17 | Tolosa - Castres           | 31-41 |
| 02-12-17 | Brive - Oyonnax            | 33-30 |
| 02-12-17 | Pau - Bordeaux-Bègles      | 27-17 |
| 02-12-17 | Tolone - Lione             | 39-11 |
| 03-12-17 | Clermont - Agen            | 35-26 |
| 03-12-17 | Stade Français - Racing 92 | 27-17 |

|          | 15ª giornata                |       |
| -------- | --------------------------- | ----- |
| 06-01-18 | Bordeaux-Bègles - Lione     | 19-10 |
| 06-01-18 | Brive - Tolone              | 13-12 |
| 06-01-18 | Agen - Castres              | 30-3  |
| 06-01-18 | Oyonnax - La Rochelle       | 38-38 |
| 06-01-18 | Montpellier - Stade Fraçais | 28-16 |
| 07-01-18 | Pau - Tolosa                | 11-10 |
| 07-01-18 | Racing 92 - Clermont        | 58-6  |

|          | 18ª giornata                  |       |
| -------- | ----------------------------- | ----- |
| 24-02-18 | Montpellier - Bordeaux-Bègles | 11-10 |
| 24-02-18 | Clermont - Oyonnax            | 12-18 |
| 24-02-18 | Stade Français - Agen         | 34-36 |
| 24-02-18 | Pau - Racing 92               | 33-22 |
| 24-02-18 | Castres - Lione               | 24-15 |
| 25-02-18 | Tolosa - Brive                | 45-28 |
| 25-02-18 | La Rochelle - Tolone          | 20-27 |

|          | 21ª giornata               |       |
| -------- | -------------------------- | ----- |
| 17-03-18 | Racing 92 - Stade Français | 28-22 |
| 17-03-18 | Agen - Bordeaux-Bègles     | 10-15 |
| 17-03-18 | La Rochelle - Lione        | 19-15 |
| 17-03-18 | Oyonnax - Tolone           | 29-26 |
| 17-03-18 | Clermont - Pau             | 38-14 |
| 18-03-18 | Castres - Brive            | 37-28 |
| 18-03-18 | Tolosa - Montpellier       | 22-14 |

|          | 24ª giornata               |       |
| -------- | -------------------------- | ----- |
| 14-04-18 | Tolone - Montpellier       | 32-17 |
| 14-04-18 | Pau - Agen                 | 22-33 |
| 14-04-18 | Oyonnax - Brive            | 40-17 |
| 14-04-18 | Clermont - Bordeaux-Bègles | 33-3  |
| 14-04-18 | Lione - Stade Français     | 44-3  |
| 15-04-18 | La Rochelle - Castres      | 18-26 |
| 15-04-18 | Tolosa - Racing 92         | 42-27 |

### Classifica
|  |     | Squadra         | G  | V  | N | P  | PF  | PS  | P±   | MF | MS  | BM | BS | Pt |
|  | --- | --------------- | -- | -- | - | -- | --- | --- | ---- | -- | --- | -- | -- | -- |
|  | 1.  | Montpellier     | 26 | 17 | 0 | 9  | 752 | 559 | 193  | 98 | 59  | 12 | 1  | 81 |
|  | 2.  | Racing 92       | 26 | 18 | 0 | 8  | 622 | 478 | 144  | 73 | 45  | 5  | 3  | 80 |
|  | 3.  | Tolosa          | 26 | 16 | 1 | 9  | 719 | 595 | 124  | 80 | 62  | 4  | 4  | 74 |
|  | 4.  | Tolone          | 26 | 14 | 0 | 12 | 766 | 507 | 259  | 93 | 52  | 9  | 8  | 73 |
|  | 5.  | Lione           | 26 | 15 | 0 | 11 | 689 | 541 | 148  | 78 | 54  | 7  | 3  | 70 |
|  | 6.  | Castres         | 26 | 15 | 0 | 11 | 638 | 624 | 14   | 69 | 66  | 4  | 5  | 69 |
|  | 7.  | La Rochelle     | 26 | 14 | 1 | 11 | 686 | 531 | 155  | 81 | 52  | 6  | 3  | 67 |
|  | 8.  | Pau             | 26 | 15 | 0 | 11 | 590 | 584 | 6    | 58 | 66  | 2  | 4  | 66 |
|  | 9.  | Clermont        | 26 | 11 | 1 | 14 | 629 | 687 | −58  | 67 | 76  | 4  | 4  | 54 |
|  | 10. | Bordeaux Bègles | 26 | 10 | 1 | 15 | 557 | 623 | −66  | 54 | 74  | 2  | 4  | 48 |
|  | 11. | Agen            | 26 | 10 | 0 | 16 | 537 | 757 | −220 | 59 | 96  | 2  | 4  | 46 |
|  | 12. | Stade français  | 26 | 9  | 0 | 17 | 540 | 740 | −200 | 58 | 87  | 2  | 4  | 42 |
|  | 13. | Oyonnax         | 26 | 7  | 3 | 16 | 566 | 824 | −258 | 55 | 101 | 1  | 4  | 39 |
|  | 14. | Brive           | 26 | 7  | 1 | 18 | 485 | 726 | −241 | 50 | 83  | 1  | 5  | 36 |

## Fase a playoff
|  | Preliminari | Preliminari    | Preliminari    |  |  | Semifinali | Semifinali     | Semifinali     |  |  | Finale        | Finale        |  |  |  |  |
|  |             |                |                |  |  |            |                |                |  |  |               |               |  |  |  |  |
|  |             | 18 maggio 2018 |                |  |  |            |                |                |  |  |               |               |  |  |  |  |
|  | 4           | Tolone         | 19             |  |  |            |                |                |  |  |               |               |  |  |  |  |
|  | 5           | Lione          | 19             |  |  |            | 25 maggio 2018 | 25 maggio 2018 |  |  |               |               |  |  |  |  |
|  |             |                |                |  |  | 1          | Montpellier    | 40             |  |  |               |               |  |  |  |  |
|  |             |                |                |  |  | 5          | Lione          | 14             |  |  | 2 giugno 2018 | 2 giugno 2018 |  |  |  |  |
|  |             |                |                |  |  |            |                |                |  |  | Montpellier   | 13            |  |  |  |  |
|  |             |                |                |  |  |            | 26 maggio 2018 | 26 maggio 2018 |  |  | Castres       | 29            |  |  |  |  |
|  |             |                |                |  |  | 2          | Racing 92      | 14             |  |  |               |               |  |  |  |  |
|  |             | 19 maggio 2018 | 19 maggio 2018 |  |  | 6          | Castres        | 19             |  |  |               |               |  |  |  |  |
|  | 3           | Tolosa         | 11             |  |  |            |                |                |  |  |               |               |  |  |  |  |
|  | 6           | Castres        | 23             |  |  |            |                |                |  |  |               |               |  |  |  |  |

### Preliminari
| Arbitro: | Mathieu Raynal |

|                                     |      |                       |
| 51’ Ashton                          | mt   | 64’ Arnold 69’ Cretin |
| 56’ Belleau                         | tr   |                       |
| 37’, 49’ Belleau 69’, 82’ Trinh-Duc | c.p. | 23’, 32’, 93’ Harris  |

| Arbitro: | Romain Poite |

|                |      |                                  |
| 60’ Ghiraldini | mt   | 12’, 45’ Batlle                  |
|                | tr   | 12’, 45’ Urdapilleta             |
| 16’, 20’ Ramos | c.p. | 25’, 48’ Kockott 35’ Urdapilleta |

### Semifinali
| Arbitro: | Pascal Gaüzère |

|                                                    |      |                      |
| 24’ Nadolo 36’ Dumoulin 48’ Picamoles 72’ Willemse | mt   | 78’ Harris           |
| 24’, 38’, 48’, 72’ Pienaar                         | tr   |                      |
| 4’, 18’, 43’ Pienaar 13’ Steyn                     | c.p. | 10’, 23’, 29’ Harris |

| Arbitro: | Alexandre Ruiz |

|                         |      |                                |
| 19’ Imhoff 25’ Dupichot | mt   | 8’ Vaipulu                     |
| 19’, 25’ Iribaren       | tr   | 8’ Urdapilleta                 |
|                         | c.p. | 11’, 33’, 40’, 64’ Urdapilleta |

### Finale
| Arbitro: | Jérôme Garcès |

| |              | |
| 55’ meta tecnica | mt           | 39’ Dumora 76’ Mafi |
| | tr           | 39’, 76’ Urdapilleta |
| 12’ Steyn 34’ Pienaar | c.p.         | 8’, 15’, 19’, 30’, 62’ Urdapilleta |
| · 62’ Mogg · Fall · Steyn · 68’ Dumoulin · Nadolo · Cruden · Pienaar · Picamoles · 62’ Galletier · Ouedraogo · Willemse · 62’ Van Rensburg · 62’ J. Du Plessis · B. Du Plessis · 71’ Nariashvili | Formazioni   | · Dumora · Batlle · Combezou · Taumoepeau 70’ · Smith · Urdapilleta · Kockott 75’ · Tulou 62’ · Jelonch 71’ · Babillot · Capo Ortega · Jacquet 54-64’ 64’ · Kotze 62’ · Rallier 48’ · Tichit 73’ |
| · Ruffenach · 71’ Fichten · 62’ Hoeata · 62’ Bardy · Sanga · 62’ Immelman · 68’ Tomane · 62’ Kubriashvili                                                                                        | Sostituzioni | · Firmin 48’ · Stroë 73’ · Samson 64’ · Vaipulu 62’ · Vialelle 70’ · Radosavljevic 75’ · Mafi 71’ · Fa'anunu 62’                                                                                 |
| Vern Cotter | Allenatori   | Christophe Urios |